# HERA (accélérateur de particules)
Pour les articles homonymes, voir Héra (homonymie).
HERA (en allemand : Hadron-Elektron-Ringanlage et en anglais : Hadron-Electron Ring Accelerator) était un accélérateur de particules du centre de recherche Deutsches Elektronen-Synchrotron (DESY) à Hambourg, en Allemagne.
Fonctionnant à partir de 1992, il est fermé le 30 juin 2007,. À HERA, des électrons ou des positrons ont été amenés à entrer en collision avec des protons à une énergie au centre de masse de 320 GeV. HERA a été utilisé principalement pour étudier la structure des protons et les propriétés des quarks, jetant les bases d’une grande partie de la science effectuée au Grand collisionneur de hadrons (LHC) du laboratoire de physique des particules du CERN aujourd’hui. HERA est le seul collisionneur leptons-protons au monde à ce jour et se trouvait à la frontière énergétique dans certaines régions de la gamme cinématique.
Pour faire entrer en collision des protons avec des électrons ou des positrons, HERA a utilisé principalement des aimants supraconducteurs, ce qui était également une première mondiale. À HERA, il a été possible d’étudier la structure des protons jusqu’à 30 fois plus précisément qu’auparavant. La résolution couvrait des structures de 1⁄1000 de la taille du proton, facilitant de nombreuses découvertes concernant la composition des protons à partir de quarks et de gluons.
Le tunnel HERA s’étend de 10 à 25 m sous le niveau du sol, a une circonférence de 6,3 km et un diamètre intérieur de 5,2 m. Pour la construction, la même technique que celle utilisée pour les tunnels de métro a été mise en oeuvre. Deux anneaux de stockage étaient situés l’un sur l’autre à l’intérieur du tunnel. L’un accélérait les électrons à des énergies de 27,5 GeV, l’autre des protons à des énergies de 920 GeV dans la direction opposée. Les deux faisceaux parcouraient la circonférence presque à la vitesse de la lumière, effectuant environ 47 000 tours par seconde.
Il existe quatre régions d’interaction autour de l’anneau, qui ont été utilisées par les expériences H1, ZEUS, HERMES et HERA-B. Toutes ces expériences étaient des détecteurs de particules gérés par des groupes internationaux de chercheurs. Ces groupes ont développé, construit et exploité des appareils de mesure complexes à plusieurs étages au cours de nombreuses années de travail coopératif et ont évalué d’énormes quantités de données.